# Austrogymnocnemia procta
Austrogymnocnemia procta is een insect uit de familie van de mierenleeuwen (Myrmeleontidae), die tot de orde netvleugeligen (Neuroptera) behoort. 
Austrogymnocnemia procta is voor het eerst wetenschappelijk beschreven door New in 1985.